# The Order of Chaos
The Order of Chaos ist eine kanadische Heavy-Metal-Band.

## Geschichte
Die Band wurde 2004 von John Simon Fallon in Edmonton gegründet.
Im Jahr 2009 erschien das Debütalbum The Order of Chaos noch im Selbstverlag, doch kurz darauf unterzeichnete die Band einen Vertrag mit dem deutschen Musiklabel Killer Metal Records, das 2011 das zweite Album Burn These Dreams veröffentlichte. Während auf dem Debüt als zweiter Sänger noch ein Mann für das Growlen zuständig war, übernahm auf dem Zweitwerk – mit John Simon Fallon und John Saturlay an den Gitarren, Sterling Burrows am Bass und Tim Prevost am Schlagzeug – Amanda Kiernan alleine den Gesang.
Laut Eigenaussage unterzeichnete die Band im Spätsommer 2012 einen Bookingvertrag mit Red Lion Music aus Deutschland. In der Folge absolvierte die Band bei der 2012er-Auflage des Turock Open Air (Essen.Original.) ihren zweiten Auftritt in Übersee, aber ihr erster Auftritt in Deutschland. 
Der erste Auftritt in Übersee war in den Niederlanden in Kerkrade. Rund ein halbes Jahr später folgte eine Europatournee als Vorband von Vicious Rumors.
Als Vorbote des dritten Albums erschien im Juni 2015 der Titeltrack Apocalypse Moon als Musikvideo. Das Album selbst wurde dann im November veröffentlicht und die Musiker gingen als Opener für Battle Beast auf Europatour.

## Stil
Im Rahmen einer Rezension zum dritten Studioalbum urteilte ein Rezensent, dass die Band „gnadenlos harten Heavy Metal“ zelebriere. Musikalisch sei die Band vergleichbar mit Kobra and the Lotus oder Unleash the Archers. An anderer Stelle wird The Order of Chaos als moderne und aggressive Band bezeichnet, die stilistisch aufgrund der Melodien in die Nähe von Iron Maiden und aufgrund ihrer Wirkung in die Nähe von Judas Priest gerückt werden könne. Konkret „wildere“ die Instrumentalfraktion „in der Grauzone“ zwischen Thrash, Melodic Death und technischem Death Metal. Die stimmliche Bandbreite von Sängerin Amanda Kiernan reicht dabei von klarem Gesang bis in die Grenzbereiche von Death Metal.

## Rezeption
Das E-Zine Crossfire bezeichnete sämtliche Songs des dritten Albums als „Thrash-Granaten“ und kaum eine andere Band mit Sängerin habe den Ruhm so verdient wie „The Order of Chaos“. Unter dem Strich werden 8 von 10 möglichen Punkten vergeben. Zu dem gleichen Gesamtfazit mit 8 von 10 Punkten kam auch das englischsprachige Magazin Metal Temple, das in der Detailwertung je 8 Punkte für Originalität, Eingängigkeit und die Produktion sowie 9 Punkte für das Songwriting vergab. Bei Powermetal.de wurde das Album „definitiv eines der Highlights der zweiten Jahreshälfte“ 2015 bezeichnet. Beim Infrared Magazine wurde das Album als das bis dato beste der Band bezeichnet und es wurde der volle Satz von 10 Punkten vergeben.
Beim zweiten Album noch waren die Kritiken nicht so einhellig. Während beispielsweise im Rock Hard bemängelt wurde, die Band sei „ziemlich berechenbar bei ihrem Versuch, chaotisch zu sein“ und beim Gesang werde es „so richtig aufgesetzt“, wurden bei Stormbringer für eine „handwerklich gut gemachte, abwechslungsreiche Platte“ 4 von 5 Punkten vergeben.

## Diskografie

### Alben
- 2009: The Order of Chaos (Selbstverlag)
- 2011: Burn These Dreams (Killer Metal Records)
- 2015: Apocalypse Moon (Killer Metal Records)

### Singles
- 2012: Sexwitch (Killer Metal Records)
- 2018: Night Terror (Killer Metal Records)